# Primera Federación 2023-2024
La Primera Federación 2023-2024 è la terza stagione della Primera Federación, il terzo livello più alto nel sistema del campionato di calcio spagnolo. Parteciperanno quaranta squadre, divise in due gironi da venti club ciascuno in base alla vicinanza geografica. In ogni girone, i campioni vengono automaticamente promossi in Segunda División e dal secondo al quinto classificato giocheranno gli spareggi per la promozione, mentre gli ultimi cinque saranno retrocessi in Segunda Federación.

## Stagione

### Formula
Un totale di 40 squadre si sono iscritte al campionato, di cui quattro retrocesse dalla Segunda División 2022-2023, 26 mantenute dalla Primera Federación 2022-2023 e 10 promosse dalla Segunda Federación 2022-2023.

## Gruppi

### Gruppo 1
| Club                | Città                 | Stadio                        | Capienza |
| ------------------- | --------------------- | ----------------------------- | -------- |
| Arenteiro           | O Carballiño          | Estadio Municipal de Espiñedo | 4.500    |
| Barcelona Atlètic   | Barcellona            | stadio Johan Cruijff          | 6.000    |
| Celta B             | Vigo                  | Barreiro                      | 4.000    |
| Cornellà            | Cornellà de Llobregat | Nou Camp Municipal            | 1.500    |
| Deportivo La Coruña | La Coruña             | Riazor                        | 32.660   |
| Fuenlabrada         | Fuenlabrada           | Estadio Fernando Torres       | 3.000    |
| Gimnàstic           | Tarragona             | Nou Estadi                    | 14.591   |
| Leonesa             | León                  | Stadio Reino de León          | 13.451   |
| Logroñés            | Logroño               | Estadio Mundial 82            | 3.000    |
| Lugo                | Lugo                  | Estadio Anxo Carro            | 8.000    |
| Osasuna B           | Pamplona              | Tayonar                       | 4.500    |
| Ponferradina        | Ponferrada            | Estadio El Toralín            | 8.800    |
| Rayo Majadahonda    | Majadahonda           | Stadio Cerro del Espino       | 3.376    |
| Real Sociedad B     | San Sebastián         | José Luis Orbegozo            | 2.500    |
| Real Unión          | Irun                  | Stadium Gal                   | 5.000    |
| Sabadell            | Sabadell              | Estadi de la Nova Creu Alta   | 11.981   |
| Sestao River        | Sestao                | Las Llanas                    | 8.905    |
| Tarazona            | Tarazona              | Municipal de Tarazona         | 5.000    |
| Teruel              | Teruel                | Estadio Pinilla               | 4.500    |
| Unionistas          | Salamanca             | Reina Sofia                   | 5.000    |

### Classifica
Aggiornata al 19 maggio 2024.
|  | Pos. | Squadra               | Pt | G  | V  | N  | P  | GF | GS | DR  |
|  | ---- | --------------------- | -- | -- | -- | -- | -- | -- | -- | --- |
|  | 1.   | Deportivo La Coruña   | 78 | 38 | 22 | 12 | 4  | 64 | 27 | +37 |
|  | 2.   | Gimnàstic             | 70 | 38 | 20 | 10 | 8  | 40 | 24 | +16 |
|  | 3.   | Barcellona Atlètic    | 70 | 38 | 21 | 7  | 10 | 59 | 42 | +17 |
|  | 4.   | Celta Vigo B          | 65 | 38 | 19 | 8  | 11 | 67 | 38 | +29 |
|  | 5.   | Ponferradina          | 64 | 38 | 17 | 13 | 8  | 38 | 26 | +12 |
|  | 6.   | Leonesa               | 60 | 38 | 15 | 15 | 8  | 35 | 26 | +9  |
|  | 7.   | Unionistas            | 58 | 38 | 15 | 13 | 10 | 40 | 29 | +11 |
|  | 8.   | Arenteiro             | 52 | 38 | 13 | 13 | 12 | 43 | 40 | +3  |
|  | 9.   | Real Sociedad B       | 51 | 38 | 12 | 15 | 11 | 43 | 41 | +2  |
|  | 10.  | Lugo                  | 50 | 38 | 13 | 11 | 14 | 39 | 46 | -7  |
|  | 11.  | Sestao River          | 45 | 38 | 11 | 12 | 15 | 38 | 47 | -9  |
|  | 12.  | Osasuna B             | 45 | 38 | 11 | 12 | 15 | 47 | 53 | -6  |
|  | 13.  | Tarazona              | 44 | 38 | 10 | 14 | 14 | 29 | 34 | -5  |
|  | 14.  | Fuenlabrada           | 44 | 38 | 10 | 14 | 14 | 32 | 39 | -7  |
|  | 15.  | Real Unión            | 43 | 38 | 11 | 10 | 17 | 46 | 53 | -7  |
|  | 16.  | Sabadell              | 42 | 38 | 11 | 9  | 18 | 38 | 57 | -19 |
|  | 17.  | Teruel                | 38 | 38 | 6  | 20 | 12 | 32 | 41 | -9  |
|  | 18.  | Cornellà              | 35 | 38 | 8  | 11 | 19 | 30 | 44 | -14 |
|  | 19.  | SD Logroñés           | 35 | 38 | 9  | 8  | 21 | 27 | 55 | -28 |
|  | 20.  | Rayo Majadahonda (-3) | 27 | 38 | 5  | 15 | 18 | 28 | 53 | -25 |

Legenda:

       Ammesse alla Segunda División 2024-2025

       Ammessa ai play-off o ai play-out.
       Retrocesse in Segunda Federación 2024-2025

Tre punti a vittoria, uno a pareggio, zero a sconfitta.
La classifica viene stilata secondo i seguenti criteri:
- Punti conquistati
- Punti conquistati negli scontri diretti
- Differenza reti negli scontri diretti
- Reti realizzate in trasferta negli scontri diretti
- Differenza reti generale
- Partite vinte
- Reti totali realizzate
- Spareggio

Note:
Il Rayo Majadahonda ha scontato 3 punti di penalizzazione per aver abbandonato il match contro il Sestao River, in segno di solidarietà nei confronti di Cheikh Sarr, giocatore di colore, bersagliato da cori razzisti

### Gruppo 2
| Club                 | Città                 | Stadio                           | Capienza |
| -------------------- | --------------------- | -------------------------------- | -------- |
| Alcoyano             | Alcoi                 | El Collao                        | 5.000    |
| Algeciras            | Algeciras             | Nuevo Mirador                    | 7.200    |
| Antequera            | Antequera             | Estadio El Maulí                 | 7.000    |
| Atlético Baleares    | Palma di Maiorca      | Stadio Balear                    | 2.741    |
| Atlético Madrid B    | Madrid                | Stadio Cerro del Espino          | 3.500    |
| Atlético Sanluqueño  | Sanlúcar de Barrameda | Estadio El Palmar                | 5.000    |
| Castellón            | Castellón de la Plana | Nou Estadi Castalia              | 16.000   |
| Ceuta                | Ceuta                 | Estadio Municipal Alfonso Murube | 6.500    |
| Córdoba              | Cordova               | Nuevo Arcángel                   | 25.100   |
| Granada B            | Granada               | Miguel Prieto                    | 2.000    |
| Ibiza                | Ibiza                 | Can Misses                       | 4.000    |
| Intercity            | Alicante              | Antonio Solana                   | 3.000    |
| Linares Deportivo    | Linares               | Linarejos                        | 10.000   |
| Málaga               | Malaga                | La Rosaleda                      | 30.000   |
| Merida               | Mérida                | Romano                           | 14.600   |
| Melilla              | Melilla               | Estadio Municipal Álvarez Claro  | 12.000   |
| Real Madrid Castilla | Madrid                | Alfredo Di Stéfano               | 9.000    |
| Real Murcia          | Murcia                | Nueva Condomina                  | 33.045   |
| Recreativo Huelva    | Huelva                | Nuevo Colombino                  | 21.670   |
| San Fernando         | San Fernando          | Estadio Bahía Sur                | 12.000   |

### Classifica
Aggiornata al 29 maggio 2024.
|  | Pos. | Squadra             | Pt | G  | V  | N  | P  | GF | GS | DR  |
|  | ---- | ------------------- | -- | -- | -- | -- | -- | -- | -- | --- |
|  | 1.   | Castellón           | 82 | 38 | 26 | 4  | 8  | 74 | 39 | +35 |
|  | 2.   | Córdoba             | 77 | 38 | 23 | 8  | 7  | 66 | 32 | +34 |
|  | 3.   | Malaga              | 70 | 38 | 19 | 13 | 6  | 51 | 25 | +26 |
|  | 4.   | Ibiza               | 68 | 38 | 19 | 11 | 8  | 57 | 34 | +23 |
|  | 5.   | Ceuta               | 62 | 38 | 17 | 11 | 10 | 55 | 40 | +15 |
|  | 6.   | Recreativo Huelva   | 61 | 38 | 17 | 10 | 11 | 44 | 37 | +7  |
|  | 7.   | Real Murcia         | 58 | 38 | 16 | 10 | 12 | 38 | 38 | 0   |
|  | 8.   | Antequera           | 56 | 38 | 16 | 8  | 14 | 47 | 47 | 0   |
|  | 9.   | Atlético Madrid B   | 53 | 38 | 13 | 14 | 11 | 53 | 45 | +8  |
|  | 10.  | Real M. Castilla    | 51 | 38 | 13 | 12 | 13 | 44 | 43 | +1  |
|  | 11.  | Alcoyano            | 51 | 38 | 14 | 9  | 15 | 38 | 38 | 0   |
|  | 12.  | Mérida AD           | 47 | 38 | 12 | 11 | 15 | 37 | 45 | -8  |
|  | 13.  | Algeciras           | 46 | 38 | 11 | 13 | 14 | 39 | 43 | -4  |
|  | 14.  | Atlético Sanluqueño | 45 | 38 | 11 | 12 | 15 | 34 | 41 | -7  |
|  | 15.  | Intercity           | 45 | 38 | 12 | 9  | 17 | 37 | 49 | -12 |
|  | 16.  | San Fernando CD     | 42 | 38 | 11 | 9  | 18 | 36 | 48 | -12 |
|  | 17.  | Linares Deportivo   | 39 | 38 | 10 | 9  | 19 | 33 | 51 | -18 |
|  | 18.  | Melilla             | 34 | 38 | 9  | 7  | 22 | 26 | 52 | -26 |
|  | 19.  | Atlético Baleares   | 29 | 38 | 7  | 8  | 23 | 23 | 59 | -36 |
|  | 20.  | Granada B           | 27 | 38 | 7  | 6  | 25 | 30 | 56 | -26 |

Legenda:

       Ammesse alla Segunda División 2024-2025

       Ammessa ai play-off o ai play-out.
       Retrocesse in Segunda Federación 2024-2025

Tre punti a vittoria, uno a pareggio, zero a sconfitta.
La classifica viene stilata secondo i seguenti criteri:
- Punti conquistati
- Punti conquistati negli scontri diretti
- Differenza reti negli scontri diretti
- Reti realizzate in trasferta negli scontri diretti
- Differenza reti generale
- Partite vinte
- Reti totali realizzate
- Spareggio

## Spareggi

### Finale
| La Coruna 29 maggio 2024, ore 21:00 BST                                            | Deportivo La Coruña | 2 – 1               | Castellón | Stadio Riazor |
| \| \| \| \| \| L. Pérez 68’ P. Martinez 76’ \| Marcatori \| 47’ Douglas Aurélio \| |                     |                     |           |               |
|                                                                                    |                     |                     |           |               |
| L. Pérez 68’ P. Martinez 76’                                                       | Marcatori           | 47’ Douglas Aurélio |           |               |

| Castellón de la Plana 2 giugno 2024, ore 21:00 BST                                                               | Castellón | 2 – 4                                      | Deportivo La Coruña | Stadio municipale Castalia |
| \| \| \| \| \| Douglas Aurélio 4’ Israel Suero 52’ \| Marcatori \| 28’, 47’ L. Pérez 44’ David Mella 76’ Davo \| |           |                                            |                     |                            |
| |           |                                            |                     |                            |
| Douglas Aurélio 4’ Israel Suero 52’                                                                              | Marcatori | 28’, 47’ L. Pérez 44’ David Mella 76’ Davo |                     |                            |

#### Tabellone Gruppo 1
|  | Semifinali | Semifinali   | Semifinali | Semifinali | Semifinali |  |  | Finale    | Finale    | Finale | Finale | Finale |  |
|  |            |              |            |            |            |  |  |           |           |        |        |        |  |
|  | 5B         | Ceuta        | 2          | 1          | 3          |  |  |           |           |        |        |        |  |
|  | 2A         | Gimnàstic    | 2          | 2          | 4          |  |  | Gimnàstic | Gimnàstic | 1      | 2      | 3      |  |
|  | 4A         | Celta Vigo B | 2          | 1          | 3          |  |  | Malaga    | Malaga    | 2      | 2      | 4      |  |
|  | 3B         | Malaga       | 2          | 2          | 4          |  |  |           |           |        |        |        |  |

#### Semifinali
|              | Risultati |              | Luogo e data             |
| ------------ | --------- | ------------ | ------------------------ |
| Celta Vigo B | 2 - 2     | Malaga       | Vigo, 1 giugno 2024      |
| Ceuta        | 2 - 2     | Gimnàstic    | Ceuta, 2 giugno 2024     |
|              |           |              |                          |
| Malaga       | 2 - 1     | Celta Vigo B | Malaga, 8 giugno 2024    |
| Gimnàstic    | 2 - 1     | Ceuta        | Tarragona, 9 giugno 2024 |
|              |           |              |                          |

#### Finale
|           | Risultati |           | Luogo e data              |
| --------- | --------- | --------- | ------------------------- |
| Malaga    | 2 - 1     | Gimnàstic | Malaga, 15 giugno 2024    |
| Gimnàstic | 2 - 2     | Malaga    | Tarragona, 22 giugno 2024 |
|           |           |           |                           |

#### Tabellone Gruppo 2
|  | Semifinali | Semifinali         | Semifinali | Semifinali | Semifinali |  |  | Finale             | Finale             | Finale | Finale | Finale |  |
|  |            |                    |            |            |            |  |  |                    |                    |        |        |        |  |
|  | 5A         | Ponferradina       | 0          | 1          | 1          |  |  |                    |                    |        |        |        |  |
|  | 2B         | Córdoba            | 1          | 2          | 3          |  |  | Córdoba            | Córdoba            | 1      | 2      | 3      |  |
|  | 4B         | Ibiza              | 1          | 3          | 4          |  |  | Barcellona Atlètic | Barcellona Atlètic | 1      | 1      | 2      |  |
|  | 3A         | Barcellona Atlètic | 2          | 5          | 7          |  |  |                    |                    |        |        |        |  |

#### Semifinali
|                    | Risultati |                    | Luogo e data              |
| ------------------ | --------- | ------------------ | ------------------------- |
| Ponferradina       | 0 - 1     | Córdoba            | Ponferrada, 2 giugno 2024 |
| Ibiza              | 1 - 2     | Barcellona Atlètic | Ibiza, 2 giugno 2024      |
|                    |           |                    |                           |
| Córdoba            | 2 - 1     | Ponferradina       | Cordova, 9 giugno 2024    |
| Barcellona Atlètic | 5 - 3     | Ibiza              | Barcellona, 9 giugno 2024 |
|                    |           |                    |                           |

#### Finale
|                    | Risultati |                    | Luogo e data               |
| ------------------ | --------- | ------------------ | -------------------------- |
| Barcellona Atlètic | 1 - 1     | Córdoba            | Barcellona, 16 giugno 2024 |
| Córdoba            | 2 - 1     | Barcellona Atlètic | Cordova, 23 giugno 2024    |
|                    |           |                    |                            |